# Katina Paxinou
Aikaterini Konstantopoulou, más conocida como Katina Paxinou (Κατίνα Παξινού; El Pireo, 17 de diciembre de 1900-Atenas, 22 de febrero de 1973), fue una célebre actriz trágica griega, que centró su carrera en el teatro pero que alcanzó la popularidad internacional por su aparición en varias películas de Hollywood. Ganó un premio Óscar y un Globo de Oro en 1944, y recibió una estrella en el paseo de la fama de Hollywood. 
Considerada la máxima trágica griega del siglo XX, abrió paso a la generación de Melina Mercouri (1920-1994) e Irene Papas (1926-2022).

## Trayectoria
De carrera fundamentalmente teatral, debutó en Atenas en 1928 en La mujer desnuda  de Henry Bataille y en 1930 fue una de las fundadoras del Teatro Nacional Griego cimentando su fama con Electra de Sófocles, Espectros de Ibsen y otros clásicos del teatro junto a su marido, el actor y director Alex Minotis.
Durante la Segunda Guerra Mundial vivió en Londres y en los Estados Unidos. Por su primera película (Por quién doblan las campanas, la adaptación de la novela de Ernest Hemingway con Gary Cooper e Ingrid Bergman) ganó un Globo de Oro y un premio Óscar como mejor actriz de reparto en 1944, siendo la primera actriz extranjera en ganarlo en esa categoría.
Actuó en otras películas de Hollywood como A Electra le sienta bien el luto de 1947 (junto a Rosalind Russell y Michael Redgrave, basada en la obra de Eugene O'Neill) y La herencia (con Jean Simmons). En 1955 participó en la coproducción europea Mister Arkadin de Orson Welles.
En los teatros de Broadway actuó en Hedda Gabler de Ibsen en 1942 y como Clitemnestra en Electra y Edipo el tirano de Sófocles en 1952. Estrenó la primera producción en inglés de La casa de Bernarda Alba de Federico García Lorca en 1951 y para la BBC, Bodas de sangre en 1959. 
En 1950 regresó a Grecia donde trabajó incesantemente en los escenarios, hasta su muerte de cáncer en 1973. 
Se recuerdan sus trabajos como Madre Coraje y sus hijos de Bertolt Brecht, La visita de la vieja dama de Friedrich Dürrenmatt, Largo viaje hacia la noche, de Eugene O'Neill, como Yocasta en Edipo Rey de Sófocles, Medea, Las Bacantes y Hécuba de Eurípides en el Teatro de Epidauro.
Entre 1960-70 actuó en algunos filmes europeos destacándose como la matriarca "Rosaria Parondi" en Rocco y sus hermanos de Luchino Visconti.
Tuvo dos hijos con su primer marido Ionnis Paxinos.
Es considerada la máxima actriz griega del siglo XX. Abrió paso a la generación de Melina Mercouri (1920-1994) e Irene Papas (1926-).
En Atenas se encuentra el museo que lleva su nombre.
En 1987 el correo griego emitió un sello conmemorativo.

## Premios y distinciones
Premios Óscar
| Año  | Categoría               | Película                      | Resultado |
| ---- | ----------------------- | ----------------------------- | --------- |
| 1944 | Mejor Actriz de Reparto | Por quién doblan las campanas | Ganadora  |